# Филатов, Никита Андреевич
Никита Андреевич Филатов (укр. Микита Андрійович Філатов; род. 24 июня 1992) — украинский футболист, полузащитник ялтинского «Рубина».

## Биография
Начал заниматься футболом в семь лет. В детско-юношеской футбольной лиге Украины выступал за луганскую «Юность» (2006—2009).
В 2012 году стал игроком литовского клуба «Круоя». Дебют в чемпионате Литвы состоялся 2 мая 2012 года в игре против «Таураса» (4:0), в которой Филатов отметился забитым голом. По окончании сезона полузащитник покинул клуб и начал выступать за любительскую «Лисичанск-Шахту имени Д. Ф. Мельникова». В 2013 году в составе северодонецкого «Химика» стал победителем турнира памяти А. И. Расторгуева, где был признан лучшим нападающим.
C 2015 года выступал в чемпионате Абхазии за сухумские «Динамо» и «Нарт». В 2016 году вернулся в стан северодонецкого «Химика». В начале 2017 года присоединился к «ТСК-Таврии» из Премьер-лиги Крымского футбольного союза. После этого играл за «Скиф» из Шульгинки.
Участник ConIFA World Football Cup 2018 в составе сборной Абхазии. В сезоне 2018 года играя за «Нарт» стал чемпионом, лучшим бомбардиром (12 голов) и лучшим легионером чемпионата Абхазии, а также победителем Суперкубка Абхазии.
В сезоне 2018/19 защищал цвета керченского «Океана», после чего присоединился к армянскому «Арагацу» из второй по силе лиги страны. Летом 2020 года Филатов был дисквалифицирован Федерацией футбола Армении на три года и получил штраф за участие в договорных матчах.
С 2020 года играл за клубы Премьер-лиги КФС «Крымтеплицу», «Гвардеец» и «Рубин».